# IBookstore
A iBookstore é uma loja online criada pela Apple Inc. onde você pode comprar arquivos ePub para o iBooks. A iBookstore ficou disponível no dia 3 de abril de 2010 e a loja está disponível inicialmente apenas para os Estados Unidos. A iBookstore funciona no iPad e outros dispositivos que rodam o iOS 4,0 (ou seja, o iPhone e o iPod touch). Tocando o botão Store no canto superior esquerdo a prateleira do iBooks vira e é revelada a iBookstore, a partir dai, os usuários podem comprar vários livros da Apple Inc.. Com o iBooks pode-se sincronizar com outros dispositivos e, então começar a ler um livro em um dispositivo e continuar de onde parou em outro.
Antes da apresentação do iPad, as editoras Penguin Books, HarperCollins, Simon & Schuster, Macmillan Publishers, e Hachette Book Group EUA chegaram a um acordo com a Apple para distribuir seus livros na versão digital na iBookstore. Outras editoras foram convidadas a participar no dia do anúncio do produto, 27 de janeiro de 2010. A iBookstore também oferece acesso gratuito a mais de 30 mil livros disponibilizados pelo Projeto Gutenberg, e fornece conteúdo canalizado através do Smashwords, permitindo autores e editores independentes de auto-publicar.